# Hieracium sericicaule
Hieracium sericicaule là một loài thực vật có hoa trong họ Cúc. Loài này được (Schelk. & Zahn) Üksip ex Sennikov mô tả khoa học đầu tiên năm 1998.